# Конференција у Каиру
Конференција у Каиру је био састанак између кинеског војсковође Шека, америчког председника Рузвелта и премијера Велике Британије Черчила током Другог светског рата у Каиру, Египат. Трајала је од 22. до 26. новембра 1943.
На овој конференцији су Черчил, Рузвелт и Чанга Кај Шек разматрали питања рата против Јапана и објавили да се јапанска освајања на Далеком истоку не признају.